# Białochowo
Białochowo (deutsch Burg Belchau, früher auch Bialakowo) ist ein Dorf der Landgemeinde Rogóźno im Powiat Grudziądzki (Graudenzer Distrikt) der polnischen Woiwodschaft Kujawien-Pommern.

## Geographische Lage
Das Dorf liegt in der historischen Landschaft Westpreußen, etwa fünf Kilometer westlich von Roggenhausen (Rogóźno), neun Kilometer nordöstlich von Graudenz (Grudziądz) und 60 Kilometer nördlich von Thorn (Toruń).

## Geschichte
Burg Belchau war ein Gutsbezirk und gehörte zu den sogenannten Bialochower Gütern, nämlich Groß Bialochowo und Klein Bialochowo, die im näheren Umkreis von Graudenz lagen und in älterer Zeit auch unter den Namen Belchau und Schillingsdorf bekannt gewesen waren. Groß Bialokow war ein Rittergut.
Im Jahr 1268 wird der pomesanische Adlige Jones, ein Lehnsmann des Deutschen Ordens und Sohn des Sirgin als Besitzer der Burg Belichow (castrum Belichow) erwähnt.  Bei der Ortsbezeichnung Białochowo handelt es sich um eine polonisierte Form dieses ursprünglichen Namens.
Nach dem Dreizehnjährigen Krieg von 1454 bis 1466 wurde Białochowo zusammen mit dem ganzen Pommerellen wieder in Königreich Polen eingegliedert. Es blieb ein Teil dieses Staates bis zum 1772.
Durch die Erste Teilung Polen-Litauens 1772 wurde das westliche Preußen, darunter auch Graudenz mit seinem Umland einschließlich der Bialochower Güter, unter Friedrich II. von Preußen mit dem östlichen Teil des Königreichs Preußen in dem Maße vereinigt, wie sie vor dem Abfall des Preußischen Bundes bestanden hatten. Nach der Wiedereingliederung stellte Friedrich II. Gelder zum Ankauf von Gütern zur Verfügung. Gr. und Kl. Bialochowo (Burg Belchau) gehörten zu einer Reihe von Gütern, die am 26. Oktober 1777 von Paul Graf von Lubraniec-Dombski (Dąbski) zum Preis von 101.000 Reichstalern an den Oberkammerpräsidenten Johann Friedrich von Domhardt verkauft wurden.   Im Jahr 1789 werden Groß Bialochowo und Klein Bialochowo als adelige emphyteutische Dörfer mit 19 Feuerstellen (Haushaltungen) und einem Vorwerk bzw. mit acht Feuerstellen bezeichnet.
Der Gutsbezirk Burg Belchau gehörte bis 1919 zum Kreis Graudenz im Regierungsbezirk Marienwerder der Provinz Westpreußen des Deutschen Reichs.
Nach dem Ersten Weltkrieg musste aufgrund der Bestimmungen des Versailler Vertrags 1920 die Region um Graudenz mitsamt der Stadt zur Einrichtung des Polnischen Korridors an Polen abgetreten werden. Durch den Überfall auf Polen 1939 kam der Kreis Graudenz in das Reichsgebiet zurück und wurde nun dem Reichsgau Danzig-Westpreußen zugeordnet. Im Oktober und November 1939 ermordeten Mitglieder des paramilitärischen Selbstschutzes unter dem Kommando von Curt von Falkenhayn in Białochowa etwa 200 Polen (Arbeiter und Bauern) aus Białochowo und den benachbarten Dörfern. Nur ein Anführer des Selbstschutzes (Alfred Zilz) wurde nach dem Krieg vor Gericht gebracht. Curt von Falkenhayn entging der Gerechtigkeit.
Gegen Ende des Zweiten Weltkriegs besetzte im Frühjahr 1945 die Rote Armee die Region. Soweit die deutschen Einwohner nicht geflohen waren, wurden sie in der darauf folgenden Zeit vertrieben.
Das Dorf hat heute etwa 580 Einwohner.

### Demographie
| Jahr | Einwohnerzahl | Anmerkungen |
| 1818 | 215           | davon 173 in Gr. Bialakowo und 42 in Kl. Bialakowo                                                                                                   |
| 1831 | 203           | davon 168 in Gr. Bialochowo und 35 in Kl. Bialochowo                                                                                                 |
| 1864 | 293           | davon 115 Evangelische und 170 Katholiken in Gr. Bialakowo und acht Evangelische in Kl. Bialakowo                                                    |
| 1867 | 534           | am 3. Dezember |
| 1871 | 585           | am 1. Dezember, davon 269 Evangelische, 315 Katholiken und ein sonstiger Christ                                                                      |
| 1910 | 451           | am 1. Dezember, davon 226 mit deutscher Muttersprache (216 Evangelische, zehn Katholiken) und 177 mit polnischer Muttersprache (allesamt Katholiken) |

## Persönlichkeiten
- Arthur von Falkenhayn (1857–1929), Landrat in Zabrze und Tarnowitz, politischer Erzieher von Wilhelm von Preußen
- Erich von Falkenhayn (1861–1922), Kriegsminister und Generalstabschef im Ersten Weltkrieg
- Eugen von Falkenhayn (1853–1934), preußischer General der Kavallerie

## Sonstiges
In Belchau (Bialochowo) hielt sich 1802 anlässlich einer Heerschau die Königin Luise auf.